# Сагайдак Андрій Васильович (лісівник)
Андрій Васильович Сагайдак (нар. 25 червня 1979 у м. Києві) — український лісівник, еколог, науковець, музейник і громадський діяч, засновник Природничого центру «Міжрічинська Пуща», очолював Регіональний ландшафтний парк «Міжріченський», засновник і керівник Громадської організації "Еколого-краєзнавча організація «Міжрічинська пуща», засновник Музею лісових промислів Полісся, автор книги про болота Полісся «Загублений світ Полісся».

## Життєпис
У 1996—2001 роках навчався на лісогосподарському факультеті Національного аграрного університету (нині НУБіП). Захистив магістерську роботу (диплом магістра із відзнакою), присвячену збереженню популяції глухаря у Поліському природному заповіднику. Навчався в аспірантурі при кафедрі лісівництва і мисливствознавства — досліджував еколого-фауністичні особливості боліт Полісся.
Трудову діяльність розпочав у 2001 на посаді начальника мисливського господарства у Вище-Дубечанському держлісгоспі на Київщині.
У 2003 році почав працювати у регіональному ландшафтному парку «Міжрічинський», спочатку заступником директора, а згодом дванадцять років (2006—2017) очолював цю установу.
Власноруч обладнав у парку всі екостежки.
В той самий час у 2004—2012 працював у Національному університеті біоресурсів і природокористування на посаді завідувача «Музею лісових звірів і птахів» та викладав на кафедрі біології лісу і мисливствознавства. Розробив курси лекцій для навчальних дисциплін: «Біотехнія», «Облік диких тварин», «Організація мисливського господарства».
У 2014—2018 роках працював старшим викладачем кафедри екології Національного університету «Києво-Могилянська академія», де викладав «Екологію лісу із основами лісівництва» та «Екологію наземних екосистем».
Заснував Природничий центр «Міжрічинська пуща». Центр пропонує відвідання музею лісового побуту у селі Отрохи із зонами відпочинку та організацію пізнавальних екскурсій у дику природу.
Як науковець Сагайдак Андрій є автором наукових обґрунтувань для створення кількох об'єктів природно-заповідного фонду. Як польовий експерт брав участь у міжнародних проєктах із вивчення популяцій зубра, лося, рисі та вовка.
Після широкомасштабного вторгнення Росії в Україну Андрій Сагайдак частину коштів, зароблених на екскурсіях в дику природу, спрямовує на допомогу ЗСУ.

## Публікації
Сагайдак Андрій є автором та співавтором понад 50 наукових друкованих робіт — статей, методичних розробок, монографій. Галузь наукових інтересів — менеджмент природних екосистем Полісся, лісівництво, природно-заповідна справа, екологія великих рослиноїдних та хижих ссавців, орнітологія, екологічний туризм. Як популяризатор природничих знань, є автором кількох десятків науково-популярних публікацій.
Книги
- Сагайдак А. В. Загублений світ Полісся. Природа та люди великих боліт — Київ: Віхола, 2024. — с. 256 — ISBN 978-617-8178-59-8[5]

Окремі статті
- Сагайдак А. В., Самчук М. Г. Вплив антропогенних змін природних ландшафтів на мисливську орнітофауну регіонального ландшафтного парку «Міжрічинський» // Облік птахів: підходи, методики, результати (Збірник наукових статей Другої міжнародної науково-практичної конференції, 26-30 квітня 2004 р.). — Житомир, 2004. — С. 181—184.
- Сагайдак А. Особливості екології рисі (Lynx lynx L.) у Чернігівському Поліссі // Потенціал і проблеми мисливського господарства України. Збірник матеріалів І Всеукраїнської мисливськогосподарської науково-практичної конференції (6-9 вересня 2006 р.) — Львів: СПОЛОМ, 2006. — С. 103—109.
- Самчук М. Г., Сагайдак А. В., Смаголь В. М. Мисливська теріофауна регіонального ландшафтного парку «Міжрічинський» // Ученые записки Таврического национального университета им. В. И. Вернадского. Серия «Биология, химия». — 2004. — Т. 17 (56), № 2. — С. 151—153.